# Želízy

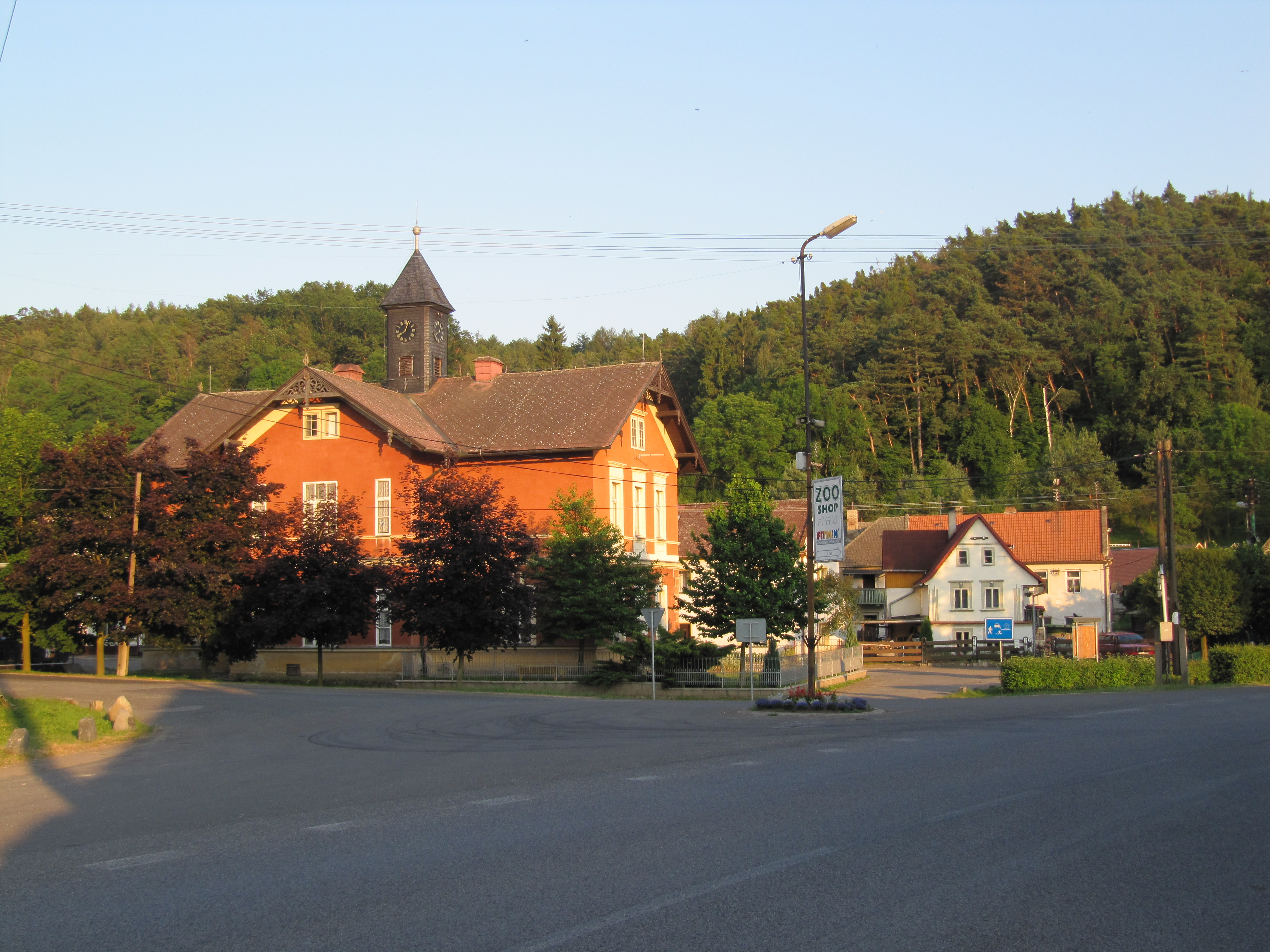
Ortskern und Schule

Želízy (deutsch: Schelesen) ist eine Gemeinde  im  Okres Mělník  in der Mittelböhmischen Region (Středočeský kraj) der Tschechischen Republik. Der Ort hat etwa 500 Einwohner.

## Gemeindegliederung
Die Gemeinde Želízy besteht aus die Ortsteile Želízy, Nové Tupadly und Sitné.

## Geschichte
Die erste schriftliche Erwähnung von Želízy stammt aus dem Jahr 1360. Im 19. Jahrhundert wurde Želízy zur Sommerfrische. In der Zwischenkriegszeit war Želízy ein beliebter Erholungsort, den Hunderte von Gästen besuchten, vor allem deutschsprachige Prager Juden, darunter Franz Kafka. Želízy ist bekannt für die Čertovy hlavy („Teufelsköpfe“), in den 1840er Jahren von dem tschechischen Bildhauer Václav Levý geschaffene Skulpturen, die in den Sandstein oberhalb des Dorfes gehauen wurden.